# Paret toràcica
La paret toràcica és el límit de la cavitat toràcica.

## Estructura
La paret toràcica té 10 capes, és a dir (de superficial a profunda) pell (epidermis i dermis), fàscia superficial, fàscia profunda i els músculs extrínsecs invertits (de les extremitats superiors), músculs intrínsecs associats a les costelles (tres capes de músculs intercostals).), fàscia endotoràcica i pleura parietal. Tanmateix, les capes musculars extrínseques varien segons la regió de la paret toràcica. Per exemple, els costats davanter i posterior poden incloure insercions de grans músculs de les extremitats superiors com el pectoral major o el dors gran, mentre que els costats només tenen el múscul serrat anterior.
La part esquelètica òssia de la paret toràcica és la caixa toràcica, i la resta està formada per músculs, pell i fàscies.

## Funció

### Reflex de busseig
Quan no es respira durant llargs i perillosos períodes en aigua freda, el cos d'una persona experimenta grans canvis temporals per intentar evitar la mort. Això ho aconsegueix mitjançant l'activació del reflex de busseig dels mamífers, que té 3 propietats principals. A part de la bradicàrdia i la vasoconstricció perifèrica, hi ha un canvi de sang que es produeix només durant immersions molt profundes que afecta la cavitat toràcica (una cambra del cos protegida per la paret toràcica .) Quan això succeeix, els òrgans i les parets circulatòries permeten que el plasma/aigua passi lliurement per la cavitat toràcica, de manera que la seva pressió es manté constant i els òrgans no s'aixafen. En aquesta etapa, els alvèols dels pulmons s'omplen de plasma sanguini, que es reabsorbeix quan l'organisme abandona l'entorn a pressió. Aquesta etapa del reflex de busseig s'ha observat en humans (com l'apneista campió del món Martin Štěpánek) durant molt de profunditat (més de 90 metres o 300 metres). ft) immersions lliures.

## Importància clínica
En casos rars, un trauma intencionat o accidental pot provocar necrosi de la paret toràcica.